# Вале (Сібіу)
Вале (рум. Vale) — село у повіті Сібіу в Румунії. Адміністративно підпорядковане місту Селіште.
Село розташоване на відстані 228 км на північний захід від Бухареста, 19 км на захід від Сібіу, 112 км на південь від Клуж-Напоки, 133 км на захід від Брашова.

## Населення
За даними перепису населення 2002 року у селі проживали 384 особи, усі — румуни. Усі жителі села рідною мовою назвали румунську.